# Mont Tasman
Le mont Tasman, appelé Rarakiora en maori, est le deuxième plus haut sommet de Nouvelle-Zélande. Il fait partie des Alpes du Sud et se trouve à la limite entre les régions de West Coast et de Canterbury. Il culmine à 3 497 mètres d'altitude.
Il se situe à quatre kilomètres de l'Aoraki/Mont Cook, plus haut sommet de Nouvelle-Zélande.

## Protection environnementale
Le mont Tasman est inclus dans deux parcs nationaux. Le versant nord-ouest appartient au parc national de Westland Tai Poutini, tandis que le versant sud-est se situe dans le parc national Aoraki/Mount Cook. Ces deux parcs font partie du Te Wāhipounamu, un site inscrit au Patrimoine mondial de l'Humanité qui couvre toute la côte sud-ouest, depuis Saltwater Lagoon (en) jusqu'à la côte sud, à hauteur de Te Waewae Bay (en).